# 55-я годовщина Победы в Великой Отечественной войне (монеты)
55-я годовщина Победы в Великой Отечественной войне — серия памятных монет Центрального банка Российской Федерации, посвящённых 55-летию Победы в Великой Отечественной войне 1941—1945.

Вели́кая Оте́чественная война́ 1941—1945 — война Союза Советских Социалистических Республик против нацистской Германии и её союзников (Болгарии, Венгрии, Италии, Румынии, Словакии, Финляндии, Хорватии, а в 1945 и Японии); решающая часть Второй мировой войны.

## История выпуска
В данной серии представлены монеты четырёх различных монетных типов. Часть монет исполнена из драгоценных металлов — серебро, часть из медно-никелевого сплава, латуни и мельхиора. Тематикой серии стали события и участники войны.
В серии представлены:
- 7 монет номиналом 2 рубля из медно-никелевого сплава;
- биметаллическая монета номиналом 10 рублей из недрагоценных сплавов;
- монета из серебра 900-й пробы номиналом 3 рубля;
- монета из серебра 900-й пробы номиналом 100 рублей.

## О монетах

### 2 рубля
В данной серии выпущены 7 монет номиналом 2 рубля. Монеты исполнены из медно-никелевого сплава. Так как до 2000 года не было памятных 2-рублёвых монет (из недрагоценных металлов), то появилось новое оформление аверса и соответствующая нумерация в каталоге монет России: 5010-0001 (по цифрам: 5 — памятные монеты, 0 — медно-никелевый сплав, 10 — номинал 2 рубля). В дальнейшем, монеты с подобным оформлением аверса были выпущены лишь в 2012 году — серия: «Полководцы и герои Отечественной войны 1812 года».
Темой стали Города-герои СССР. В СССР подобного звания удостоились 12 городов, однако на монетах изображены лишь города, которые остались в составе Российской Федерации после распада СССР. Не были изображены на монетах четыре города, входящие в тот момент в состав Украины — Одесса, Севастополь, Киев и Керчь, и один город Белоруссии — Минск, а также удостоенная звания «крепость-герой» Брестская крепость.
| Изображение | Описание | Примечание |
| --- | --- | --- |
| | В центре диска — обозначение достоинства монеты в две строки «2 РУБЛЯ», ниже — надпись: «БАНК РОССИИ», под ней — дата «2000», слева и справа — стилизованная ветка растения.                                                                               | Единый аверс для всех монет номиналом 2 рубля 2000—2017 годов чеканки (с точностью до года и монетного двора). |
| | Две грузовые автомашины, едущие по льду, слева — медаль «Золотая Звезда», справа — дорожный указатель, фонтан воды и осколки льда от разорвавшегося снаряда, на втором плане — очертания шпиля Адмиралтейства, внизу по окружности — надпись: «ЛЕНИНГРАД». | - Дата выпуска: 4 мая 2000 года - Каталожный номер: 5010-0001 Архивная копия от 1 августа 2020 на Wayback Machine - Художник: А. В. Бакланов. - Скульптор: С. А. Корнилов. - Чеканка: Санкт-Петербургский монетный двор.    |
| 1 мая 1945 года в Приказе Верховного Главнокомандующего город Ленинград, выдержавший 900-дневную осаду немецко-фашистских войск, назван в числе первых городов-героев. Согласно Положению о звании городов-героев, утверждённому 8 мая 1965 года, городу Ленинграду присвоена высшая степень отличия «Город-герой» со вручением ордена Ленина и медали «Золотая Звезда» за массовый героизм и мужество его защитников, проявленные в борьбе за свободу и независимость Родины в Великой Отечественной войне. | | |
| | Солдаты в момент атаки, справа — медаль «Золотая Звезда», разрушенный дом, на втором плане — очертания пылающего города на берегу реки, внизу по окружности — надпись: «СТАЛИНГРАД».                                                                       | - Дата выпуска: 4 мая 2000 года - Каталожный номер: 5010-0002 Архивная копия от 1 августа 2020 на Wayback Machine - Художник: А. В. Бакланов. - Скульптор: А. А. Долгополова. - Чеканка: Санкт-Петербургский монетный двор. |
| 1 мая 1945 года в Приказе Верховного Главнокомандующего город Сталинград назван в числе первых городов-героев. Согласно Положению о звании городов-героев, утверждённому 8 мая 1965 года, городу Сталинграду присвоена высшая степень отличия «Город-герой» со вручением ордена Ленина и медали «Золотая Звезда» за массовый героизм и мужество его защитников, проявленные в борьбе за свободу и независимость Родины в Великой Отечественной войне.                                                        | | |
| | Два пехотинца в момент атаки, слева — танк, справа — медаль «Золотая Звезда», на втором плане — очертания Спасской башни Московского Кремля, внизу по окружности — надпись: «МОСКВА».                                                                      | - Дата выпуска: 4 мая 2000 года - Каталожный номер: 5010-0003 Архивная копия от 1 августа 2020 на Wayback Machine - Художник: А. В. Бакланов. - Скульптор: И. С. Комшилов. - Чеканка: Московский монетный двор.             |
| Высшая степень отличия «Город-герой» со вручением ордена Ленина и медали «Золотая Звезда» присвоена городу Москве 8 мая 1965 года в ознаменование 20-летия Победы в Великой Отечественной войне и за массовый героизм, мужество, стойкость, проявленные трудящимися Москвы в борьбе против немецко-фашистских захватчиков, за свободу и независимость Родины. | | |
| | Два морских пехотинца в момент атаки: один — с винтовкой, другой — со знаменем в руках, слева — медаль «Золотая Звезда», на втором плане военный корабль и очертания города, внизу по окружности — надпись: «НОВОРОССИЙСК».                                | - Дата выпуска: 4 мая 2000 года - Каталожный номер: 5010-0004 Архивная копия от 1 августа 2020 на Wayback Machine - Художник: А. В. Бакланов. - Скульптор: А. С. Кунац. - Чеканка: Санкт-Петербургский монетный двор.       |
| Высшая степень отличия «Город-герой» со вручением ордена Ленина и медали «Золотая Звезда» присвоена городу Новороссийску в 1973 году за массовый героизм и мужество его защитников, проявленные в борьбе за свободу и независимость Родины в Великой Отечественной войне. | | |
| | Двое рабочих у пушки в заводском цеху, слева — медаль «Золотая Звезда», внизу по окружности — надпись: «ТУЛА». | - Дата выпуска: 4 мая 2000 года - Каталожный номер: 5010-0005 Архивная копия от 1 августа 2020 на Wayback Machine - Художник: А. В. Бакланов. - Скульптор: Э. А. Тользин. - Чеканка: Московский монетный двор.              |
| Высшая степень отличия «Город-герой» со вручением ордена Ленина и медали «Золотая Звезда» присвоена городу Туле в 1976 году за массовый героизм и мужество его защитников, проявленные в борьбе за свободу и независимость Родины в Великой Отечественной войне. | | |
| | В центре — два артиллериста, заряжающие «Катюшу», слева — «Катюша», производящая залп, ниже — медаль «Золотая Звезда», на втором плане — очертания города Смоленска, внизу по окружности — надпись: «СМОЛЕНСК».                                            | - Дата выпуска: 4 мая 2000 года - Каталожный номер: 5010-0006 Архивная копия от 1 августа 2020 на Wayback Machine - Художник: А. В. Бакланов. - Скульптор: А. С. Хазов. - Чеканка: Московский монетный двор.                |
| Высшая степень отличия «Город-герой» со вручением медали «Золотая Звезда» присвоена городу Смоленску в 1985 году за массовый героизм и мужество его защитников, проявленные в борьбе за свободу и независимость Родины в Великой Отечественной войне. | | |
| | Два транспортных судна морского конвоя, рядом с ними — фонтан взрыва, над ними — самолёт, слева — медаль «Золотая Звезда», справа — военный корабль, внизу по окружности — надпись: «МУРМАНСК».                                                            | - Дата выпуска: 4 мая 2000 года - Каталожный номер: 5010-0007 Архивная копия от 1 августа 2020 на Wayback Machine - Художник: А. В. Бакланов. - Скульптор: И. С. Комшилов. - Чеканка: Московский монетный двор.             |
| Высшая степень отличия «Город-герой» со вручением ордена Ленина и медали «Золотая Звезда» присвоена городу Мурманску в 1985 году за массовый героизм и мужество его защитников, проявленные в борьбе за свободу и независимость Родины в Великой Отечественной войне. | | |

| Номинал | Год  | Качество      | Металл       | Диаметр, мм | Тираж, шт. (каждой монеты) |
| ------- | ---- | ------------- | ------------ | ----------- | -------------------------- |
| 2 рубля | 2000 | Анциркулейтед | медь, никель | 23,0        | 10 000 000                 |

После присоединения Крыма и г. Севастополя к Российской Федерацией, в 2017 году выпущены двухрублёвые монеты с изображением городов Керчь и Севастополь. В плане выпуска монет на 2017 год, а также в информации об их выпуске не указано, что эти две монеты входят в серию «55-я годовщина Победы в Великой Отечественной войне», но стиль оформления монет аналогичен стилю монет 2000 года. Монеты 2017 года отличаются от монет 2000 года металлом (сталь с гальванопокрытием), а также тиражом — вместо 10 000 000 было отчеканено только 5 000 000 монет.
| Изображение | Описание | Примечание |
| --- | --- | --- |
| | Рельефное изображение высадки десанта на берег в ходе Керченско-Эльтигенской десантной операции, слева вверху — изображение медали «Золотая звезда», внизу вдоль канта — надпись: «КЕРЧЬ». | - Дата выпуска: 20 апреля 2017 года - Каталожный номер: 5710-0018 Архивная копия от 1 августа 2020 на Wayback Machine - Художники: А. В. Бакланов, народный художник России; С. А. Корнилов. - Скульптор: А. В. Гнидин. - Чеканка: Московский монетный двор |
| Высшая степень отличия «Город-герой» со вручением ордена Ленина и медали «Золотая Звезда» присвоена городу Керчи в 1973 году за массовый героизм и мужество его защитников, проявленные в борьбе за свободу и независимость Родины в Великой Отечественной войне.       | | |
| | Рельефное изображение фигур матросов на фоне Памятника затопленным кораблям, слева — изображение медали «Золотая звезда», внизу вдоль канта — надпись «СЕВАСТОПОЛЬ».                       | - Дата выпуска: 20 апреля 2017 года - Каталожный номер: 5710-0019 Архивная копия от 1 августа 2020 на Wayback Machine - Художники: А. В. Бакланов, народный художник России; С. А. Корнилов. - Скульптор: А. В. Гнидин. - Чеканка: Московский монетный двор |
| Высшая степень отличия «Город-герой» со вручением ордена Ленина и медали «Золотая Звезда» присвоена городу Севастополю в 1965 году за массовый героизм и мужество его защитников, проявленные в борьбе за свободу и независимость Родины в Великой Отечественной войне. | | |

| Номинал | Год  | Качество      | Металл                              | Диаметр, мм | Тираж, шт. (каждой монеты) |
| ------- | ---- | ------------- | ----------------------------------- | ----------- | -------------------------- |
| 2 рубля | 2017 | Анциркулейтед | сталь с никелевым гальванопокрытием | 23,0        | 5 000 000                  |

### 10 рублей
Это биметаллическая монета стала первой в сериях монет из биметалла после 1997 года. Из-за большого тиража и дешевизны сплава, монета редкой не является. Её ещё можно встретить в денежном обороте.
Образ командира, изображённый на монете номиналом 10 рублей, взят с фотоснимка, сделанного Максом Альпертом, советским фотографом. Младший политрук А. Г. Ерёменко погиб через несколько мгновений после того, как его сфотографировали.
Также выделяют разновидность монеты отчеканенной на Санкт-Петербургском монетном дворе. Основное отличие — уменьшенное изображение на реверсе. Расстояние от круговой надписи до кругового канта увеличено. Цифры «55», цифры «9» и «5» в датах «1941-1945», а также пистолет в руке «политрука» удалены от кругового канта.
| Изображение | Описание | Примечание |
| ----------- | --- | --- |
|             | В центре диска — обозначение достоинства монеты «10 РУБЛЕЙ». Внутри цифры «0» — скрытые, видимые поочерёдно при изменении угла зрения изображения цифры «10» и надписи «РУБ». В нижней части диска — товарный знак монетного двора. В верхней части кольца по окружности — надпись: «БАНК РОССИИ», в нижней — дата «2000», слева и справа — стилизованные ветви растений, переходящие на диск. | |
|             | Изображения солдата и контура пятиконечной звезды, переходящие с диска на кольцо. В верхней части кольца по окружности — надпись: «55 ЛЕТ ВЕЛИКОЙ ПОБЕДЫ», в нижней части — даты «1941» «1945». | - Дата выпуска: 4 мая 2000 года - Каталожный номер: 5514-0004 Архивная копия от 1 августа 2020 на Wayback Machine - Художник: А. В. Бакланов - Скульптор: А. С. Кунац. - Чеканка: Московский монетный двор — 10 000 000 шт. Санкт-Петербургский монетный двор — 10 000 000 шт. - Оформление гурта: 300 рифлений и надписи «ДЕСЯТЬ РУБЛЕЙ», повторяющиеся дважды, разделённые звёздочками. |

| Номинал   | Качество      | Металл                           | Диаметр, мм | Толщина, мм | Масса, г | Тираж, шт.              |
| --------- | ------------- | -------------------------------- | ----------- | ----------- | -------- | ----------------------- |
| 10 рублей | Анциркулейтед | кольцо — латунь, диск — мельхиор | 27,00       | 2,10        | 8,40     | 20 000 000 (ММД и СПМД) |

### 3 рубля
Одна из двух драгоценных монет серии. Монета выполнена из серебра 900 пробы, что характерно для серебряных монет России 2000-х годов (позднее во многих выпусках проба была увеличена до 925-й).
Это единственная монета в серии, год чеканки которой указан лишь на гурте. Также в описании монеты, данном Банком России, не указана степень ордена Славы; судя по изображению, это орден II степени.
| Изображение | Описание | Примечание |
| ----------- | --- | --- |
|             | Слева — орден Славы, справа надпись в четыре строки: «55 ЛЕТ ВЕЛИКОЙ ПОБЕДЫ», внизу — стилизованная лавровая ветвь, в нижней части у гурта по окружности слева — обозначение металла, проба сплава, справа — масса чистого металла и товарный знак монетного двора. | - Номинал: 3 рубля. |
|             | Солдат с винтовкой в момент отдыха с самокруткой в руках, сидящий на ящике, справа — даты в две строки: «1941» «1945», под ними — стилизованная лавровая ветвь. | - Дата выпуска: 4 мая 2000 года - Каталожный номер: 5111-0081 Архивная копия от 1 августа 2020 на Wayback Machine - Художник: А. В. Бакланов. - Скульпторы: А. С. Кунац, А. А. Долгополова. - Чеканка: Санкт-Петербургский монетный двор. - Оформление гурта: разделённые точкой надписи «БАНК РОССИИ» «ТРИ РУБЛЯ» «2000 г». |

| Номинал | Качество | Металл, проба    | Масса общая, г | Содержание химически чистого металла не менее, г | Диаметр, мм   | Толщина, мм  | Тираж, шт. |
| ------- | -------- | ---------------- | -------------- | ------------------------------------------------ | ------------- | ------------ | ---------- |
| 3 рубля | пруф     | серебро 900/1000 | 34,88 (±0,32)  | 31,10                                            | 39,00 (±0,30) | 3,30 (±0,35) | 5000       |

### 100 рублей
В серии выпущена одна монета номиналом 100 рублей.
| Изображение | Описание | Примечание |
| --- | --- | --- |
| | Солдат, пишущий на колонне Рейхстага, покрытого надписями, в левой руке — винтовка, вверху по окружности надпись: «55 ЛЕТ ВЕЛИКОЙ ПОБЕДЫ». В нижнем сегменте в две строки — достоинство монеты «100 РУБЛЕЙ», внизу полукругом — «БАНК РОССИИ» и дата «2000», разделённые точкой, слева — обозначение металла, проба сплава, справа — содержание драгоценного металла в чистоте и товарный знак монетного двора. | |
| | Руководители трёх держав: И. В. Сталин — в центре, Г. Трумэн — слева, К. Эттли — справа в окружении членов делегаций, на столе переговоров на подставке — государственные флаги Великобритании, СССР и США, ниже — надпись в две строки: «ИЮЛЬ-АВГУСТ 1945 ГОДА», по окружности — надписи: вверху — «БЕРЛИНСКАЯ (ПОТСДАМСКАЯ) КОНФЕРЕНЦИЯ», внизу — «СССР-США-ВЕЛИКОБРИТАНИЯ».                                  | - Дата выпуска: 4 мая 2000 года - Каталожный номер: 5117-0015 Архивная копия от 1 августа 2020 на Wayback Machine - Художник: А. В. Бакланов. - Скульпторы: А. В. Бакланов, А. А. Долгополова. - Чеканка: Санкт-Петербургский монетный двор. - Оформление гурта: 360 рифлений. |
| Потсдамская конференция состоялась в Потсдаме во дворце Цецилиенхоф с 17 июля по 2 августа 1945 года с участием руководства трёх крупнейших держав антигитлеровской коалиции во Второй мировой войне с целью определить дальнейшие шаги по послевоенному устройству Европы. | | |

| Номинал    | Качество | Металл, проба    | Масса общая, г  | Содержание химически чистого металла не менее, г | Диаметр, мм    | Толщина, мм  | Тираж, шт. |
| ---------- | -------- | ---------------- | --------------- | ------------------------------------------------ | -------------- | ------------ | ---------- |
| 100 рублей | пруф     | серебро 900/1000 | 1 111,12 (+4,0) | 1 000,0                                          | 100,00 (±0,80) | 15,0 (±0,60) | 500        |